# Эскриба, Франсиско
Франсиско Эскриба Сегура (исп. Francisco Escribá Segura), более известный как Фран Эскриба (исп. Fran Escribá; род. 3 мая 1965, Валенсия) — испанский футболист и футбольный тренер.

## Клубная карьера
С юных лет Эскриба интересовался спортом, пробовал себя в дзюдо и атлетике. Наконец Франсиско понял, что питает страсть к футболу.
В 12 лет он вошёл в состав футбольного клуба «Валенсия» и играл в нём 7 сезонов. Уйдя из «Валенсии», Франсиско Эскриба играл за некоторые клубы второго и третьего дивизиона, после чего завершил карьеру футболиста.

## Тренерская карьера
Франсиско Эскриба стал тренером после обучения на тренерских курсах. По окончании их Фран устроился в школу футбольного клуба «Валенсия» и работал там координатором.
В 2004 году Франсиско стал ассистентом главного тренера в клубе «Хетафе», после чего в 2008 году перешёл в португальскую «Бенфику». В 2009 году Франсиско перешёл в «Атлетико».
12 июня 2012 стало известно, что Франсиско Эскриба займёт должность главного тренера в клубе «Эльче» в сезоне 2012/13.
11 августа 2016 года возглавил клуб «Вильярреал». В сентябре 2017 года покинул клуб.